# Glenea suensoni
Glenea suensoni är en skalbaggsart som beskrevs av Heyrovský 1939. Glenea suensoni ingår i släktet Glenea och familjen långhorningar. Inga underarter finns listade i Catalogue of Life.